# Focke-Wulf Fw 62
O Focke-Wulf Fw 62 foi um hidroavião de reconhecimento desenvolvido pela Focke-Wulf. Pretendia-se que fosse o substituto do Heinkel He 114 e entrasse ao serviço da Kriegsmarine. Apenas duas unidades foram produzidas, visto que o RLM acabou por decidir que a marinha alemã usaria um outro hidroavião, o Arado Ar 196.